# وانسدا
وانسدا (به انگلیسی: Vansda) یک منطقهٔ مسکونی در هند است که در Vansda Taluka واقع شده‌است. وانسدا ۲۱۵ کیلومتر مربع مساحت و ۴۰٬۳۸۲ نفر جمعیت دارد و ۷۶ متر بالاتر از سطح دریا واقع شده‌است.